# Micraeschus costisecta
Micraeschus costisecta là một loài bướm đêm trong họ Noctuidae.